# Chagunius baileyi
Chagunius baileyi är en fiskart som beskrevs av Rainboth, 1986. Chagunius baileyi ingår i släktet Chagunius och familjen karpfiskar. IUCN kategoriserar arten globalt som otillräckligt studerad. Inga underarter finns listade i Catalogue of Life.